# 안티파 (미국)

흔히 쓰이는 안티파의 로고

미국의 안티파(Antifa) 운동은 반파시즘과 반인종주의를 표방하는 미국의 좌익 운동의 한 조류이다. 보통 중앙화된 조직은 없고 자발적인 정치 활동가들의 느슨한 모임으로 이루어진다. 특히 네오나치나 백인 우월주의 등 극우운동에 대한 "반대 활동"으로서 조직되는 경우가 많다. 대부분 비폭력적인 시위, 연설, 선전, 단체 조직 등으로 진행되나 일부 인터넷 활동이나 폭력적 방법 등을 목적 달성의 수단으로 사용하는 이들도 있다.

## 같이 보기
- 활동주의
- 반파시즘
- 반인종주의
- 네오파시즘